# 麻豆文旦
麻豆文旦（Citrus grandis cv. Matou Wentan 或稱Mato Buntan Pummelo）是台湾台南市麻豆區的柚子名种（文旦也称作柚子），多在中秋时候采收上市，台灣人常将其作为一年一度中秋佳節的送禮水果。

## 歷史
麻豆文旦是亞熱帶柑橘中柚類的一個栽培品種，於清朝康熙40年（公元1701年）由福建漳州引入台湾栽植，早期并非種植于麻豆鎮，而是在嘉義、宜蘭等地區。至清朝乾隆53年(1788年)由台南廳安定里西堡鄭拐庄人黃灌，在安定里其居住地栽培而得到有特殊甘味之文旦果實，至道光末年(1850年)左右，麻豆前，經5、6年細心管理，所栽培之果實較黃家原有者更佳，其後郭藥之子郭糾(1855～1925年)繼續管理，住宅庭前所種植者尤為上品，利用高壓甕土繁殖，栽培株數逐漸增加，迅速擴及全鎮而成為麻豆名產。由於麻豆鎮所種植的柚子，較原安定鄉所出產者果肉更柔軟多汁，別有一番風味，經地方人士協議後命名為「麻豆文旦」，此後並以此為品種名稱而沿用至今。

## 其他

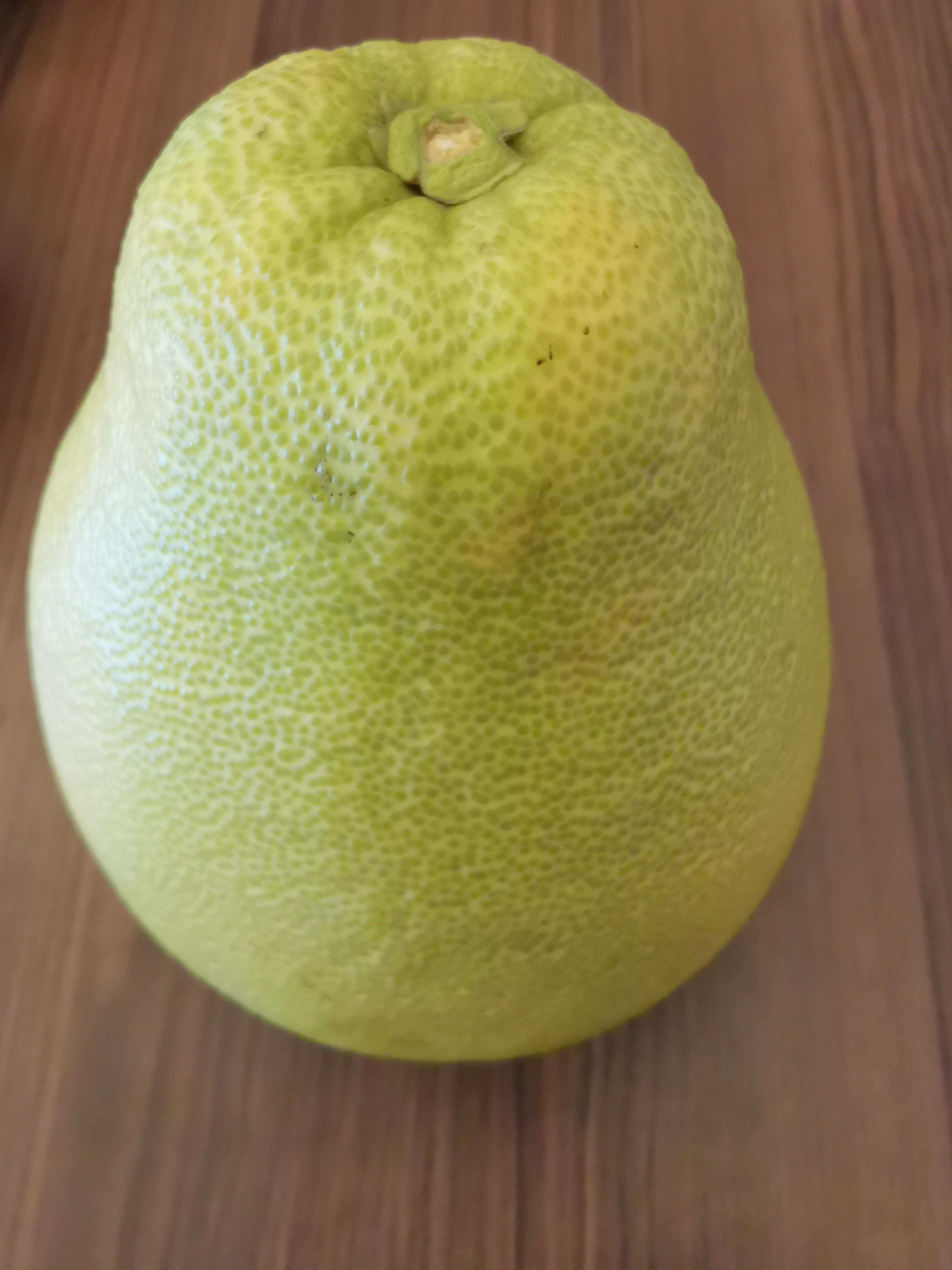
麻豆文旦

台灣主要的文旦（柚子）產區包括花蓮縣、臺南市、雲林縣等地。其中臺南麻豆、雲林斗六、以及花蓮鶴岡是三大知名產地。市場上知名度以麻豆文旦最為出名，不過隨著農會與農改場積極鼓勵與教育產銷班農民的栽培技術，栽培技術已不像傳統農戶單打獨鬥。以雲林斗六為例：斗六果樹第五班（俗稱鎮北文旦班的班員），每月一號固定招集班員開會且由栽培技術純熟的技術指導員依照每月需求，排訂每月的栽培管理技術及提醒，間接使果樹的栽培逐漸由模糊的栽種經驗走向精緻的管理與分享，這也使得斗六地區的文旦品質獨樹一格，逐漸在市場上建立優良口碑。
不過就像柳橙、柑橘，樹齡愈老者，果肉越甘芬，且種子亦小且少，尤以樹齡超過30年以上之「老欉」是佳品中的佳品。但坊間常打著「老欉」販售，但真正的「老欉」事實上少之又少，基本上在結果前就已預訂一空，就是果農的老朋友也不一定能取得。所以購買文旦時，如非行家，很容易被商販所欺騙。